# Oxymycterus delator
Oxymycterus delator és una espècie de mamífer rosegador de la família dels cricètids. Viu al centre-sud del Brasil i l'est del Paraguai.